# محطة بولانفيلييه
محطة بولانفيلييه (بالفرنسية: Gare de Boulainvilliers)
هي محطة على الخط C من نظام السكك الحديدية السريع في ضواحي باريس، تقع في الدائرة السادسة عشرة في باريس. كانت في الأصل محطة جوية مفتوحة.